# Karl Friedrich von Schlippenbach
Karl Friedrich von Schlippenbach, född den 7 september 1658 i Stettin, död den 9 januari 1723 i Kolberg, var en svensk-preussisk greve och militär, son till Christoph Karl von Schlippenbach. 
von Schlippenbach uppfostrades i Stockholm, blev 1674 pikenerare vid Livgardet, deltog 1675–1679 i tyska och skånska krigen och avancerade till överstelöjtnant (1681). Då amtet Wollin, som han ärvt efter fadern, reducerades, gick han 1686 i Brandenburgs tjänst, kämpade vid Rhen och i Nederländerna mot fransmännen och blev 1696 general. 
Som preussisk underhandlare hos Karl XII 1703–1706 vann han dennes ynnest och återfick genom kungligt brev av den 12 september 1705 Wollin (som underpant för en fordran på 70 000 riksdaler). von Schlippenbach hade kraftigt medverkat till den för Preussen förmånliga Stettinska sekvestern 1713 och utnämndes 1714 till belöning därför till guvernör i Kolberg. Hans bemödande hos Karl XII att förebygga det 1715 utbrytande kriget med Preussen misslyckades.